# Draug (film)
Draug är en svensk skräckfilm vars handling är förlagd till 1000-talets Hälsingland. 

## Handling
Sveakungen sänder sin hird till Ödmården för att finna en försvunnen missionär. Men hirdmännen ansätts av rövare och finner sig snart vilse, förföljda av en fiende som inte går att döda. 

## Rollista
- Thomas Hedengran som Kettil
- Elna Karlsson som Nanna
- Ralf Beck som Håkon
- Nina Filimoshkina som Deja
- Urban Bergsten som Gunder
- Matti Boustedt som Odd
- Oscar Skagerberg som Kol
- Mikaela Östlin som Randi
- Susanne Frisk som Ormfitt
- Lina Hedlund som Hel

## Om filmen
Filmen spelades in i Bollnäs kommun sommaren 2016. På Screamfest Horror Film Festival 2018 mottog Thomas Hedengran priset för bästa skådespelare och Klas Persson priset för bästa musik.